# Quartet de corda núm. 2 (Beethoven)
El Quartet de corda núm. 2 en sòl major, opus 18 núm. 2, de Ludwig van Beethoven, va ser compost el 1799, va sortir publicat el 1801 i va ser dedicat amb els cinc altres quartets de l'opus 18 al príncep Joseph Franz von Lobkowitz. És cronològicament el tercer dels sis primers quartets de Beethoven i se l'anomena el Quartet dels compliments (Complimenterquartett).
Té quatre moviments:
1. Allegro
2. Adagio cantabile
3. Scherzo. Allegro
4. Allegro molto, quasi Presto